# اکارامپال
اکارامپال (به انگلیسی: Akkarampalle) یک منطقهٔ مسکونی در هند است که در آندرا پرادش واقع شده‌است.

## خصوصیات
اکارامپال ۲۰٬۳۲۵ نفر جمعیت دارد.